# Clematis anethifolia
Clematis anethifolia är en ranunkelväxtart som beskrevs av William Jackson Hooker. Clematis anethifolia ingår i släktet klematisar, och familjen ranunkelväxter. Inga underarter finns listade i Catalogue of Life.